# Boyfriend/girlfriend
「boyfriend / girlfriend」(ボーイフレンド / ガールフレンド)は、lolの5枚目のシングル。2017年4月19日にavex traxから発売された。テーマは、「恋」。 
男女それぞれの目線で恋する気持ちを歌った2曲を収録した両A面Single。 春の出会いのシーズンに「恋をしよう」というメッセージを込めた胸キュンソング「boyfriend」と、恋する男の気持ちを歌った「girlfriend」を収録。

## 収録曲

### CD
1. boyfriend
2. girlfriend
3. party up!!
4. boyfriend -instrumental-
5. girlfriend -instrumental-
6. party up!! -instrumental-

### DVD
1. boyfriend (Music Video)
2. girlfriend (Music Video)